# 圣奥古斯坦 (科雷兹省)
圣奥古斯坦（法語：Saint-Augustin，法語發音：[sɛ̃.t‿oɡystɛ̃] ⓘ）是法国科雷兹省的一个市镇，属于蒂勒区。

## 地理
圣奥古斯坦（45°25'27"N, 1°50'16"E）面积29.31 平方千米，位于法国新阿基坦大区科雷兹省，该省份为法国中南部省份，北起上维埃纳省和克勒兹省，西接多爾多涅省，南至洛特省，东临多姆山省和康塔爾省。
与圣奥古斯坦接壤的市镇（或旧市镇、城区）包括：博蒙、绍梅伊、马德朗日、梅里尼亚克-莱格利斯、奥利亚克德巴尔、韦镇。

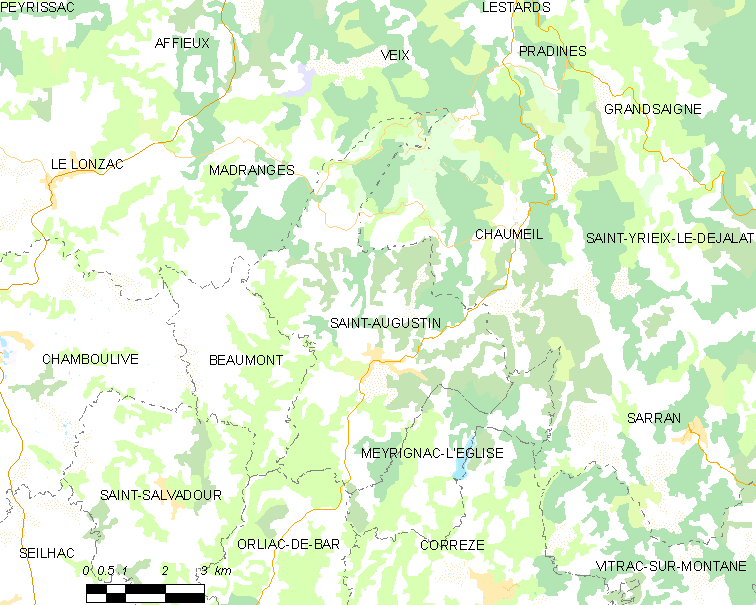
的OSM定位图

圣奥古斯坦的时区为UTC+01:00、UTC+02:00（夏令时）。

## 行政
圣奥古斯坦的邮政编码为19390，INSEE市镇编码为19181。

## 政治
圣奥古斯坦所属的省级选区为纳沃县。

## 人口

1962-2008年间人口变化图示

圣奥古斯坦于2022年1月1日时的人口数量为417人。